# 3C 268.3
3C 268.3 là một thiên hà Seyfert/quasar trong chòm sao Ursa Major.